# Studham
Studham è un paese di 1 120 abitanti della contea del Bedfordshire, in Inghilterra.